# Phyllobaenus humeralis
Phyllobaenus humeralis là một loài bọ cánh cứng trong họ Cleridae. Loài này được Say miêu tả khoa học năm 1823.